# Liste der Vizegouverneure von Louisiana

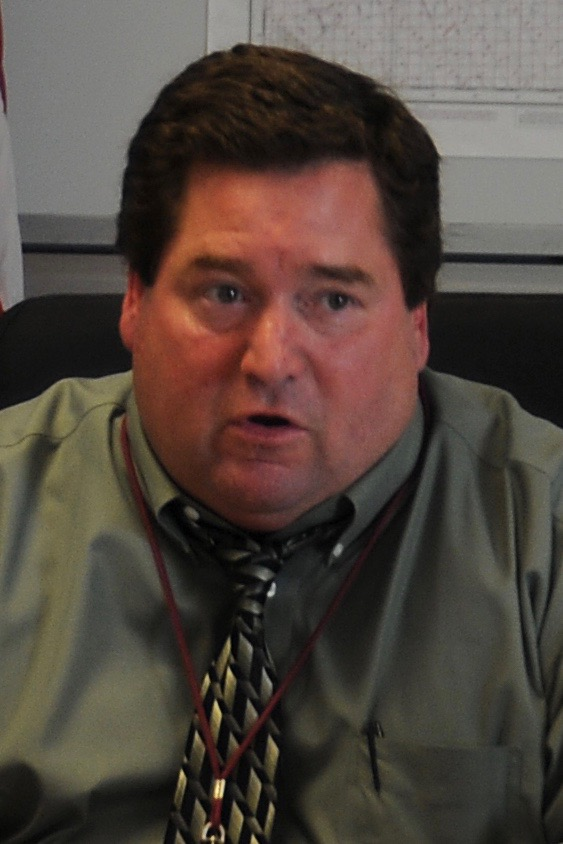
Billy Nungesser, derzeitiger Vizegouverneur von Louisiana

Das Amt des Vizegouverneurs besteht im US-Bundesstaat Louisiana seit dem Jahr 1846. Bis zu diesem Zeitpunkt war im Falle des Todes oder des Rücktrittes eines Gouverneurs jeweils der Präsident pro tempore des Staatssenats auf dessen Posten nachgerückt. Der Vizegouverneur war auch Präsident des Staatssenats, bis eine Verfassungsänderung im Jahr 1974 diese Regelung abschaffte. Der Vizegouverneur wird in einer separaten Wahl (nicht auf einem sogenannten ticket zusammen mit dem Gouverneur) vom Volk bestimmt.
Während des Bürgerkrieges gab es zeitweise zwei Amtsinhaber. Der zur Konföderation gehörende Teil Louisianas hatte ebenso einen Vizegouverneur wie die Staatsgebiete, die von der Union besetzt waren.
| Name                              | Amtszeit  | Partei       |
| --------------------------------- | --------- | ------------ |
| Trasimond Landry                  | 1846–1850 | Demokrat     |
| Jean Baptiste Plauché             | 1850–1853 | parteilos    |
| W. W. Farmer                      | 1853–1854 | Demokrat     |
| Robert Charles Wickliffe          | 1855–1856 | Demokrat     |
| Charles Homer Mouton              | 1856–1859 | Demokrat     |
| William F. Griffin                | 1859–1860 | Demokrat     |
| Henry M. Hyams *                  | 1860–1864 | Demokrat     |
| Benjamin W. Pearce *              | 1864–1866 | Demokrat     |
| James Madison Wells **            | 1862–1864 | Republikaner |
| Albert Voorhies **                | 1864–1866 | Republikaner |
| Oscar James Dunn                  | 1868–1871 | Republikaner |
| Pinckney Benton Stewart Pinchback | 1872–1873 | Republikaner |
| Caesar Carpetier Antoine          | 1873–1877 | Republikaner |
| Louis Alfred Wiltz                | 1877–1880 | Demokrat     |
| Samuel Douglas McEnery            | 1880–1881 | Demokrat     |
| W. A. Robertson                   | 1881      | Demokrat     |
| George L. Walton                  | 1882–1884 | Demokrat     |
| Clay Knobloch                     | 1884–1888 | Demokrat     |
| James Jeffries                    | 1888–1892 | Demokrat     |
| Charles Parlange                  | 1892–1893 | Demokrat     |
| Hiram R. Lott                     | 1893–1895 | Demokrat     |
| Robert H. Snyder                  | 1895–1900 | Demokrat     |
| Albert Estopinal                  | 1900–1904 | Demokrat     |
| Jared Young Sanders               | 1904–1908 | Demokrat     |
| Paul M. Lambremont                | 1908–1911 | Demokrat     |
| Thomas C. Barret                  | 1912–1916 | Demokrat     |
| Fernand Mouton                    | 1916–1920 | Demokrat     |
| Hewitt Leonidas Bouanchaud        | 1920–1924 | Demokrat     |
| Delos R. Johnson                  | 1924      | Demokrat     |
| Oramel Hinckley Simpson           | 1924–1926 | Demokrat     |
| Philip H. Gilbert                 | 1926–1928 | Demokrat     |
| Paul Narcisse Cyr                 | 1928–1931 | Demokrat     |
| Alvin Olin King                   | 1931–1932 | Demokrat     |
| John Baptiste Fournet             | 1932–1935 | Demokrat     |
| James Albert Noe                  | 1935–1936 | Demokrat     |
| Earl Kemp Long                    | 1936–1939 | Demokrat     |
| Coleman Lindsey                   | 1939–1940 | Demokrat     |
| Marc M. Mouton                    | 1940–1944 | Demokrat     |
| J. Emile Verret                   | 1944–1948 | Demokrat     |
| William Joseph Dodd               | 1948–1952 | Demokrat     |
| Charles Emmett Barham             | 1952–1956 | Demokrat     |
| Lether Edward Frazar              | 1956–1960 | Demokrat     |
| Clarence C. Aycock                | 1960–1972 | Demokrat     |
| James Edward Fitzmorris           | 1972–1980 | Demokrat     |
| Robert Louis Freeman              | 1980–1988 | Demokrat     |
| Paul Jude Hardy                   | 1988–1992 | Republikaner |
| Melinda B. Schwegmann             | 1992–1996 | Demokrat     |
| Kathleen Babineaux Blanco         | 1996–2004 | Demokrat     |
| Mitchell Joseph Landrieu          | 2004–2010 | Demokrat     |
| Scott Anthony Angelle             | 2010      | Demokrat     |
| John Leigh Dardenne               | 2010–2016 | Republikaner |
| William Harold Nungesser          | seit 2016 | Republikaner |

* Konföderierte Vizegouverneure während des Sezessionskrieges 
** Vizegouverneure im von der Union besetzten Teil Louisianas 